# Christopher Cain
Christopher Cain, pseudonimo di Bruce Doggett (Sioux Falls, 29 ottobre 1943), è un regista e sceneggiatore statunitense.

## Biografia
È sposato con Sharon Thomas dal 1969, in seguito al matrimonio ha adottato i due figli di lei Roger e Dean. La coppia ha avuto anche la figlia Krisinda Cain Schafer nel 1973.

## Filmografia parziale
- The Stone Boy (1984)
- Due vite in una (That Was Then... This Is Now) (1985)
- Là dove il fiume è nero (Where the River Runs Black) (1986)
- The Principal - Una classe violenta (The Principal) (1987)
- Young Guns - Giovani pistole (1988)
- Pure Country
- Karate Kid 4 (The Next Karate Kid) (1994)
- Il piccolo panda (The Amazing Panda Adventure) (1995)
- Chi pesca trova (Gone Fishin' ) (1997)
- La piccola Rose (Rose Hill), film tv (1997)
- La scelta di Charlie (A Father's Choice) (2000)
- September Dawn (2007)
- Pure Country: Il dono (2010)
- Dal profondo del cuore (Deep in the Heart) (2012)